# Boško Abramović
Boško Abramović (14. února 1951, Zrenjanin, Jugoslávie – 19. prosince 2021, tamtéž) byl srbský (dříve jugoslávský) šachista a šachový velmistr. Vyhrál mezinárodní turnaje v roce 1982 v Pamporovu a v roce 1984 v Bělehradu. Dělil se o první místo na turnajích v Luganu (1981), ve Vrnjačke Banji (1983), v Niši (1984), v Subotici (1984) a v Paříži (1987).